# حكومة حمادي الجبالي
حكومة حمادي الجبالي هي الحكومة التونسية منذ 24 ديسمبر 2011, وتسبقها حكومة الباجي قايد السبسي. تعد هذه الحكومة 25 وزيرا مع عدم اعتبار الوزير الأول وأربعة نواب وزراء وإثني عشر كاتب دولة.
و أنتهت مهام حكومة حمادي الجبالي رسميا يوم 13 مارس 2013 بعد مصادقة المجلس الوطني التأسيسي على حكومة علي العريض و الذي هو من نفس حزب حمادي الجبالي حركة النهضة.

## تشكيلة الحكومة

### الوزراء
| الصورة | الحقيبة الوزارية                                                   | الاسم               |  | الحزب                                   |
| ------ | ------------------------------------------------------------------ | ------------------- |  | --------------------------------------- |
|        | رئيس الحكومة                                                       | حمادي الجبالي       |  | حركة النهضة                             |
|        | وزير العدل                                                         | نور الدين البحيري   |  | حركة النهضة                             |
|        | وزير الدفاع الوطني                                                 | عبد الكريم الزبيدي  |  | مستقل                                   |
|        | وزير الداخلية                                                      | علي لعريض           |  | حركة النهضة                             |
|        | وزير الشؤون الخارجية                                               | رفيق عبد السلام     |  | حركة النهضة                             |
|        | وزير المالية                                                       | حسين الديماسي       |  | التكتل الديمقراطي من أجل العمل والحريات |
|        | وزير الصناعة                                                       | محمد الأمين الشخاري |  | حركة النهضة                             |
|        | وزارة التجارة                                                      | بشير الزفوري        |  | مستقل                                   |
|        | وزير الشؤون الاجتماعية                                             | خليل الزاوية        |  | التكتل الديمقراطي من أجل العمل والحريات |
|        | وزير الاستثمار والتعاون الدولي                                     | رياض بالطيب         |  | حركة النهضة                             |
|        | وزير الصحة                                                         | عبد اللطيف المكي    |  | حركة النهضة                             |
|        | وزير التعليم العالي                                                | المنصف بن سالم      |  | حركة النهضة                             |
|        | وزير الثقافة                                                       | مهدي مبروك          |  | مستقل                                   |
|        | وزير الفلاحة                                                       | محمد بن سالم        |  | حركة النهضة                             |
|        | وزير التنمية الجهوية والتخطيط                                      | جمال الدين الغربي   |  | حركة النهضة                             |
|        | وزير حقوق الإنسان و العدالة الانتقالية والناطق الرسمي باسم الحكومة | سمير ديلو           |  | حركة النهضة                             |
|        | وزير البيئة                                                        | مامية البنا         |  | مستقلة                                  |
|        | وزير الشؤون الدينية                                                | نور الدين الخادمي   |  | حركة النهضة                             |
|        | وزير التجهيز                                                       | محمد سلمان          |  | حركة النهضة                             |
|        | وزير أملاك الدولة والشؤون العقارية                                 | سليم بن حميدان      |  | المؤتمر من أجل الجمهورية                |
|        | وزير النقل                                                         | عبد الكريم الهاروني |  | حركة النهضة                             |
|        | وزير التربية                                                       | عبد اللطيف عبيد     |  | التكتل الديمقراطي من أجل العمل والحريات |
|        | وزير التشغيل والتكوين المهني                                       | عبد الوهاب معطر     |  | المؤتمر من أجل الجمهورية                |
|        | وزير تكنولوجيا المعلومات والاتصال                                  | منجي مرزوق          |  | حركة النهضة                             |
|        | وزير الشباب والرياضة                                               | طارق ذياب           |  | مستقل                                   |
|        | وزير السياحة                                                       | إلياس الفخفاخ       |  | التكتل الديمقراطي من أجل العمل والحريات |
|        | وزيرة شؤون المرأة والأسرة                                          | سهام بادي           |  | المؤتمر من أجل الجمهورية                |

### وزراء معتمدون
| الصورة | الحقيبة                                      | وزير لدى     | الاسم               |  | الحزب                    |
| ------ | -------------------------------------------- | ------------ | ------------------- |  | ------------------------ |
|        | وزير مكلف بالحوكمة ومقاومة الفساد            | رئيس الحكومة | عبد الرحمن الأدغم   |  | التكتل                   |
|        | وزير مكلف بالملفات الاقتصادية                | رئيس الحكومة | رضا السعيدي         |  | حركة النهضة              |
|        | وزير مكلف بالإصلاح الإداري                   | رئيس الحكومة | محمد عبو            |  | المؤتمر من أجل الجمهورية |
|        | وزير مكلف بالعلاقة مع المجلس الوطني التأسيسي | رئيس الحكومة | عبد الرزاق الكيلاني |  | مستقل                    |

### كتاب الدولة
| الصورة | الحقيبة                                   | كاتب دولة لدى                | الاسم               |  | الحزب السياسي            |
| ------ | ----------------------------------------- | ---------------------------- | ------------------- |  | ------------------------ |
|        | كاتب دولة لدى وزير الداخلية مكلف بالإصلاح | وزير الداخلية                | سعيد المشيشي        |  | التكتل                   |
|        | كاتب دولة مكلف بالعالم العربي وأفريقيا    | وزير الخارجية                | عبد الله التريكي    |  | مستقل                    |
|        | كاتب دولة مكلف بأمريكا وآسيا              | وزير الخارجية                | الهادي بن عباس      |  | المؤتمر من أجل الجمهورية |
|        | كاتب دولة مكلف بالشؤون الأوروبية          | وزير الخارجية                | التوهامي عبدولي     |  | التكتل                   |
|        | كاتب الدولة للمالية                       | وزير المالية                 | سليم بسباس          |  | مستقل                    |
|        | كاتب الدولة للهجرة والتونسيين بالخارج     | وزير الشؤون الإجتماعية       | حسين الجزيري        |  | حركة النهضة              |
|        | كاتب الدولة للتعاون الدولي                | وزير التنمية والتعاون الدولي | علية بالطيب         |  | مستقل                    |
|        | كاتبة الدولة للإسكان                      | وزير التجهيز                 | شهيدة بن فرج بوراوي |  | مستقل                    |
|        | كاتب الدولة للتخطيط                       | وزير التنمية والتعاون الدولي | الامين الدغري       |  | مستقل                    |
|        | كاتب دولة للشباب                          | وزير الشباب والرياضة         | هشام بن جامع        |  | المؤتمر من أجل الجمهورية |
|        | كاتب الدولة لدى وزير الفلاحة              | وزير الفلاحة                 | الحبيب الجملي       |  | مستقل                    |

## تأنيث الحكومة
هذه الحكومة لديها ثلاث نساء من أصل 42 عضوا : مامية البنا، وزيرة البيئة، سهام بادي، وزيرة شؤون المرأة وشهيدة بن فرج بوراوي، وزيرة شؤون الإسكان.